# Hermann Knackfuss

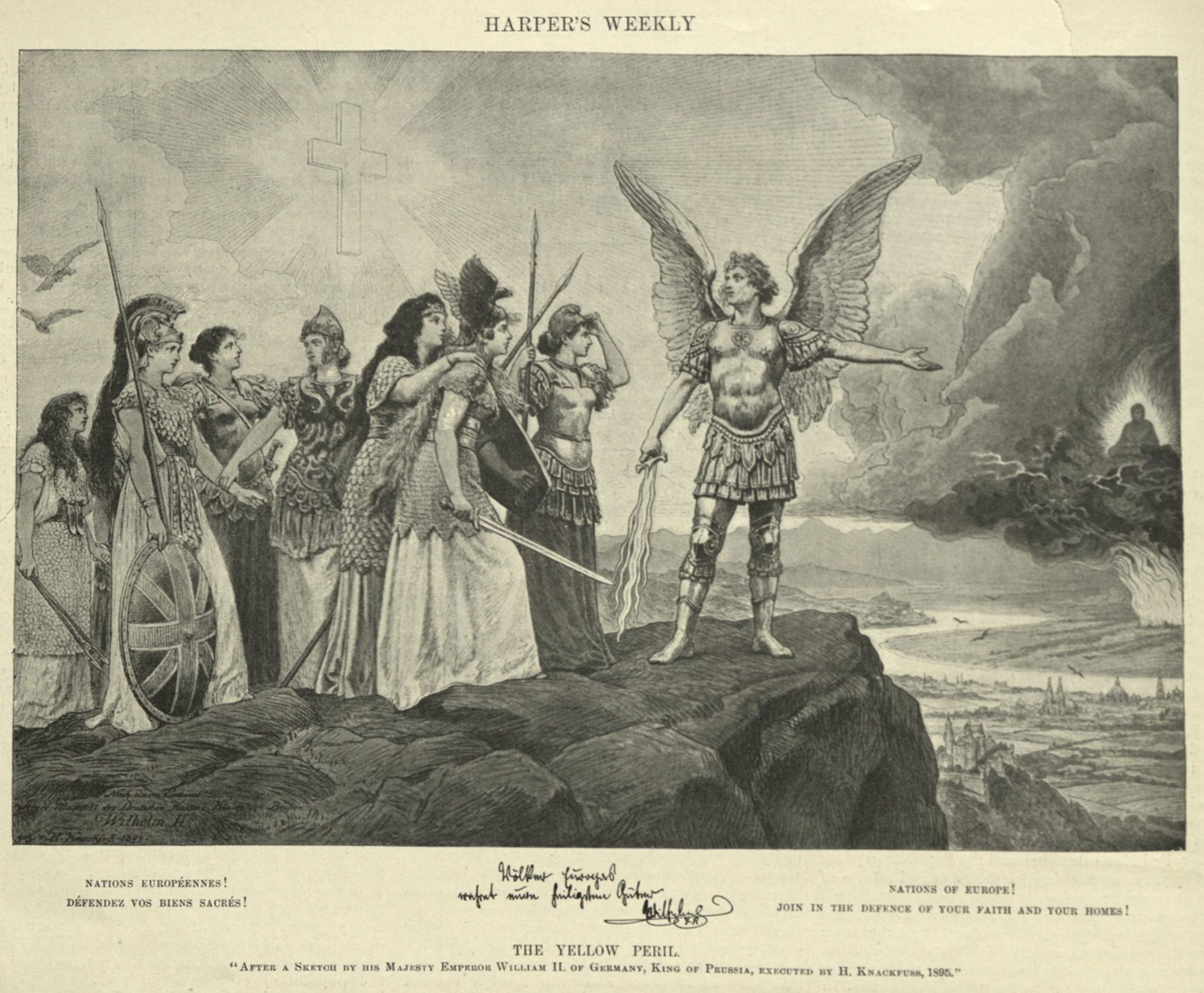
Völker Europas, wahrt eure heiligsten Güter

Hermann Wilhelm Johann Knackfuss, född 11 augusti 1848 i Wissen, död 17 maj 1915 i Kassel, var en tysk målare och konsthistoriker. 
Knackfuss studerade i Düsseldorf och Rom och blev 1880 professor vid konstindustriskolan i Kassel. Han utförde allegoriska och historiska målningar i Strassburgs järnvägsstation, i tyghuset i Berlin, i regeringsbyggnaden i Kassel och för kejsar Vilhelm II:s räkning Kejsarens intåg i Jerusalem 1898 (1903) m.fl. Efter utkast av kejsaren utförde han ett par politisk-symboliska målningar (Den gula faran m.fl.). 
Knackfuss var även porträttmålare och en mycket produktiv tecknare. Han var också verksam som konsthistorisk författare och utgav Deutsche Kunstgeschichte (två band, 1888), påbörjade 1895 en serie rikt illustrerade konstnärsmonografier, av vilka han själv författade åtskilliga, samt utgav 1897–1903 Allgemeine Kunstgeschichte (tre delar, till större delen författade av Max G. Zimmermann och W. Genzel).